# Poul Henningsen

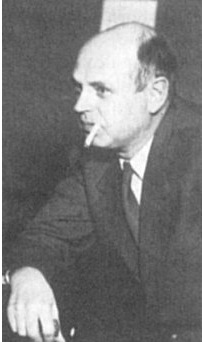
Poul Henningsen (1937)

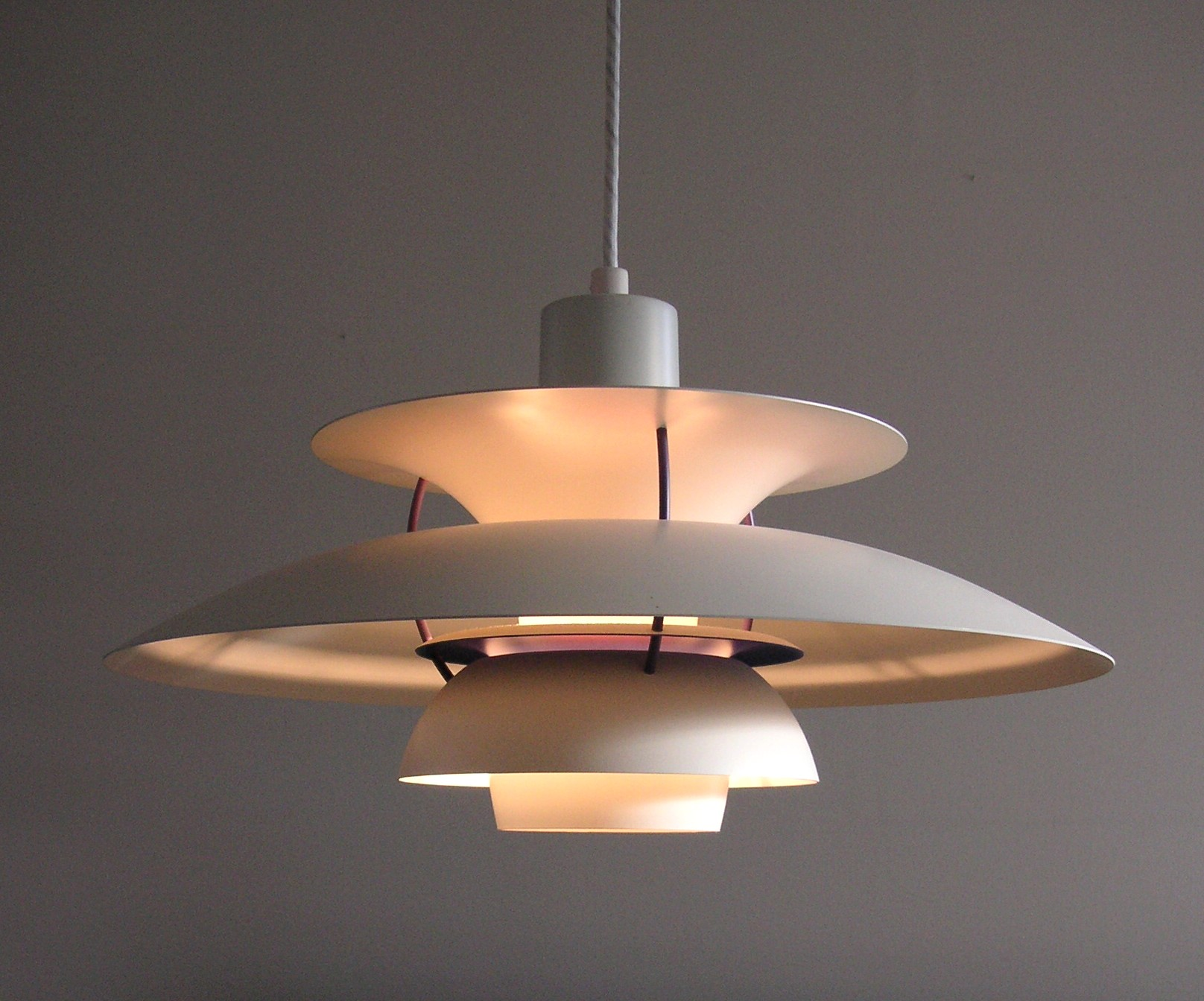
Die PH-Leuchte von 1958, hier die moderne Version von 1995

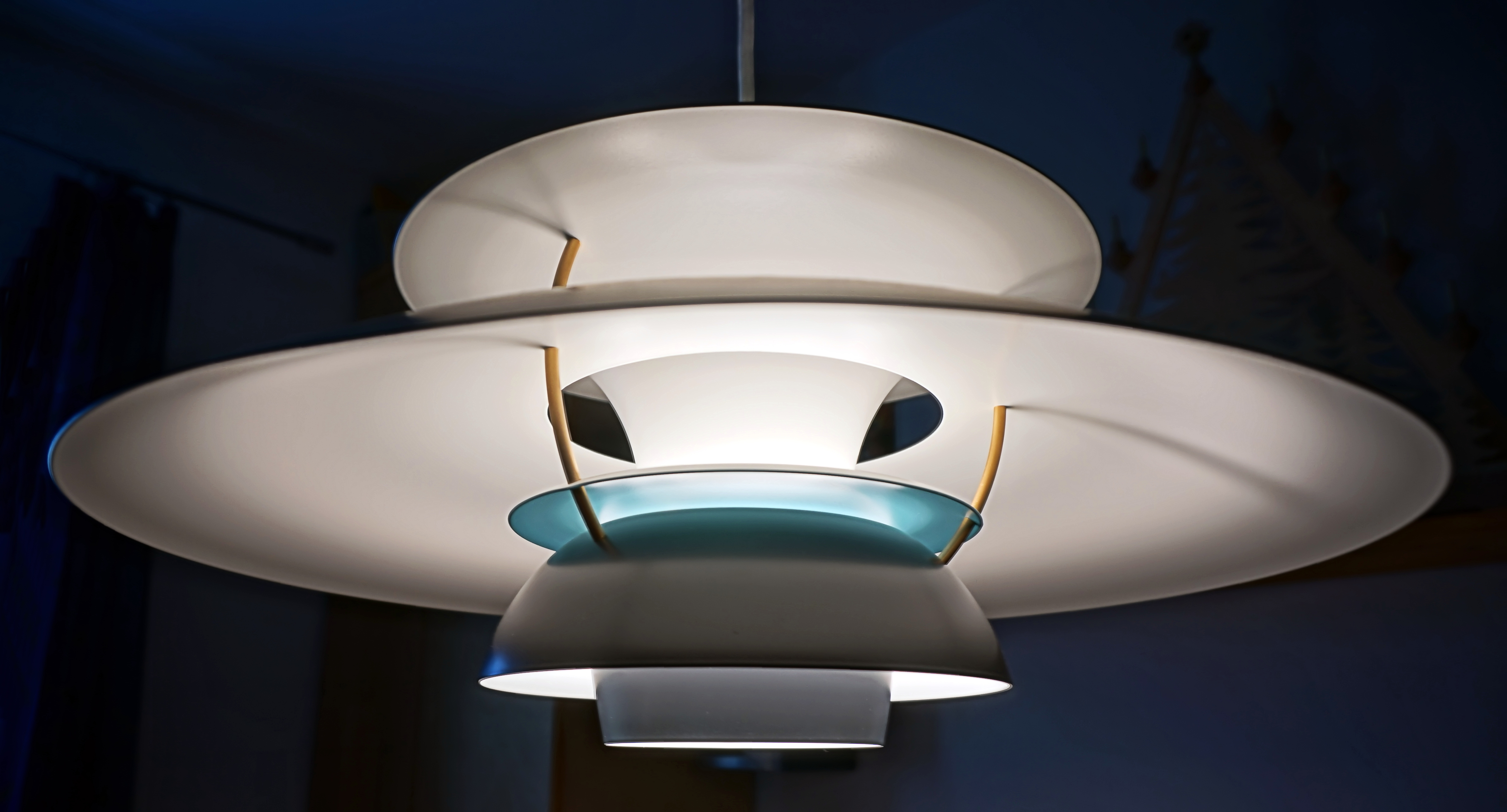
Absolute Blendfreiheit PH50
(Version von 2013)

Poul Henningsen (* 9. September 1894 in Ordrup, Dänemark; † 31. Januar 1967 in Hillerød) war ein dänischer Designer, Autor, Architekt und Kritiker und eine der maßgebenden Personen des kulturellen Lebens in Dänemark zwischen den Weltkriegen.

## Leben
Poul Henningsen war der außereheliche Sohn der Autorin Agnes Henningsen und des Satirikers Carl Ewald. Er verbrachte seine Kindheit in einem toleranten und modernen Zuhause, das oft von berühmten Schriftstellern besucht wurde. Mit 18 nahm er das Architekturstudium auf.  Er studierte von 1911 bis 1914 an der Technischen Schule Frederiksberg und dann von 1914 bis 1917 am Technischen Kolleg in Kopenhagen. Als er es nach 6 Jahren ohne Hochschulabschluss abbrach, versuchte er sich als Erfinder und Maler. Als Architekt war er ein eifriger Verfechter des Funktionalismus.
Henningsen brachte das Magazin Kritisk Revy heraus, in dem er und seine Kollegen die konservative Kultur und Sozialität anprangerten – verbunden mit Politik. Henningsen war von der Gesinnung her links, und in seinen Kabaretts wies er darauf hin. Natürlichkeit und Einfachheit im Leben waren ihm sehr wichtig. Er nahm auch eine Position in der anti-faschistischen Propaganda Dänemarks ein, immer darauf bedacht, Kultur und Politik zu verbinden.
Als das Deutsche Reich Dänemark im Zweiten Weltkrieg einnahm, floh er nach Schweden und hielt den Widerstandsgeist durch getarnte Gedichte aufrecht. Nach dem Krieg spaltete er sich von den Kommunisten ab, da sie ihn für seine humanitären Ansichten zur Regelung mit den Nazis, die den Krieg verloren hatten, kritisierten und auf Grund seiner wachsenden Zweifel an der Sowjetunion. Er hörte nicht auf zu schreiben und zu diskutieren, und in den 1960er Jahren war er für die Jugend so etwas wie ein Guru.

## Werke
Poul Henningsen arbeitete seit 1925 bis zu seinem Tod 1967 mit der Firma Louis Poulsen Lighting zusammen. Im Jahr 1958 entwarf er die nach seinen Initialen benannte, absolut blendfreie Pendelleuchte PH 5, die bis heute mit geringfügigen Anpassungen von der Louis Poulsen & Co produziert wird. Der Zusatz 5 bezieht sich auf den Durchmessers des größten Schirmsegments in Dezimetern des Lampenschirms. Die Firma finanzierte zwischen 1968 und 1982 den so genannten PH-Preis. Durch die Leuchte konnte Henningsen seine späteren Arbeiten finanzieren.